# Treća Francuska Republika
Treća Francuska Republika (francuski: La Troisième République ili La IIIe Républiqu) predstavlja republikanski oblik vlasti u Francuskoj koji je djelovao od raspada Drugog Francuskog Carstva 1870. do 1940. godine i njemačke okupacije Francuske u Drugom svjetskom ratu. Njemačkim uzimanjem Francuske nastala je pro-njemački orijentirana Višijska Francuska.

## Povijest
Nakon sloma Drugog Francuskog Carstva pred pruskom vojskom u Francusko-pruskom ratu, narod je u Parizu provalio u Skupštinu i klicao republici. U Gradskoj vijećnici proglašena je republika i stvorena je Vlada nacionalne obrane. Ta vlada bila je sastavljena uglavnom od pariških gradskih poslanika, a Pariz je postao politički oslonac novoj vladi. Međutim, osnivanje Vlade nacionalne obrane nije pomoglo u obrani Francuske jer je pruska vojska okupirala 43 od 83 departmana Francuske, a Pariz je bio opkoljen. Tako je i Vlada nacionalne obrane ostala okružena u Parizu, a postojao je i jedan njezin dio koji je upravljao neokupiranim dijelom Francuske. Otto von Bismarck 28. siječnja 1871. diktira uvjete predaje, međutim, novoosnovanu Vladu Bismarck ne priznaje, kako je ona nikla iz "pariške općine i pobune", ne smatra je ovlaštenom da pregovara o predaji, pa niti o miru u ime Francuske, te je zahtijevao da nova vlada raspiše izbore za Skupštinu u roku od 21 dana s kojom će Bismarck pregovarati. U takvim je uvjetima, u stanju okupacije i potpunog rastrojstva francuskih oružanih snaga te uprave, dakle u uvjetima potpuno slobodnih izbora, u veljači 1871. izabrana Nacionalna skupština. Njoj je dotadašnja Vlada nacionalne obrane predala vlast, a Skupština je izabrala novu vladu koja je imala deset članova, od toga ih je pet bilo iz prijašnje vlade. Nova vlada prozvana je "Vladom gospodina Thiersa", što je govorilo o njezinom karakteru privremene vlade povjerenoj jednoj osobi. Thiers je izabran za poslanika u 26 departmana, tj. skoro u trećini, pa se stoga smatralo da ga je zemlja izabrala za nositelja izvršne vlasti. Sjedište Vlade u početku je bilo u Bordeauxu, a 20. ožujka 1871. Vlada se seli u Versailles. Pariški poslanici su predložili da sjedište bude u Parizu, ali je to Skupština s 427:154 glasova to odbila te odredila da će sjedište Vlade i Skupštine biti u Versaillesu, gdje nova vlada započinje pregovore o miru. Opkoljeni Pariz se protivio miru i zagovarao je "rat do pobjede", a protivio se i Nacionalnoj skupštini koja je imala 650 zastupnika, od čega su njih 400 bili monarhisti. Ovo protivljenje opkoljenog Pariza objašnjivo je jer su monarhisti zagovarali mir, a republikanci rat. Kako su izbori za Skupštinu održani po općem pravu glasa, u to vrijeme vrijedio je zakon da svi muškarci s navršenih 21 godinu mogu glasovati, većina Francuza je, izborom monarhista, bila za sklapanje mira. U međuvremenu uspostavljeno je Njemačko Carstvo, čija je najjača članica bila Pruska. Njemačka od Francuske u pregovorima zahtjeva pokrajine Elzas i Lorenu, što je Skupština i prihvatila s 546 glasova spram 107. Među ovih 107 glasova, skoro četvrtinu činili su pariški poslanici (28 glasova). Također, jedan od uvjeta kapitulacije bio je i da se sav ratni materijal u vlasništvu francuske vlade, u što nije spadalo oružje nacionalne garde, preda Njemačkoj. Stoga je Francuska vojska, ne i nacionalna garda, pa i ona u Parizu, oružje trebala prepustiti Nijemcima. Kada je nacionalnoj gardi u Parizu postalo jasno da vojska prikuplja oružje kako bi ispunila odredbe iz mirovnih pregovora, došlo je do pobune 18. ožujka 1871, pobuna je poznata pod nazivom Pariška komuna. Pobuna je trajala do kraja svibnja. Nacionalnoj skupštini i Vladi je, uz mirovne pregovore, Komuna bila glavna briga. Mirovni pregovori zaključeni su 10. svibnja 1871., a Pariška komuna ugušena je 28. svibnja 1871. Po odredbama pregovora, Francuska je Njemačkoj ustupila Elzas i Lorenu te se obvezala da će u roku od pet godina isplatiti 5 milijuna franaka, a Njemačka vojska će, do isplate, zaposjedati neke departmane u Francuskoj. Već prije zaključenja mira i gušenja pregovora, 30. travnja 1871. u Francuskoj su počeli izbori za općinska vijeća. Većinu glasova dobili su republikanci. To je ohrabrilo i republikance u Nacionalnoj skupštini da ospore ustavotvorni mandat, tj. tražili su da se nakon zaključenja mira Skupština raspusti te da se bira nova ustavotvorna skupština. Većina u Skupštini je taj prijedlog republikanaca odbila. Ova Skupština je sljedeće četiri godine djelovala kao zakonodavna skupština, te iako se proglasila ovlaštenom donijeti ustav, tim poslom se malo bavila. U međuvremenu su se vodili pregovori i nagodbe između pretendenata, a naročito je bio nepopustljiv legitimistički, burbonski pretendent; naime, oba zadnja vladara iz burbonske i orléanske loze odrekla su se prijestolja (1830., 1848.) u korist svojih unuka, Henrika Burbona i Filipa Orléanskog, koji su sada očekivali krunu.
| Henrik Burbon |  | Henrik Burbon   |
| Henrik Burbon |  | Filip Orléanski |

Kako je nagodba postajala nemogućom, a nijedna struja nije imala većinu u Skupštini, nevoljko se početkom 1875. pristupilo izradi ustava, iako je ustavna komisija stvorena 1873. Sve rasprave oko ustava su se svele na oblik vladavine. Kada je 1873. postalo vidljivo da je Thiers sklon republici, Skupština je na mjesto voditelja izvršne vlasti postavila maršala Patrica de Mac-Mahona, koji je služio orléanskom kralju i Napoleonu III. i koji je krvavo, ali uspješno, ugušio Komunu te mu povjerila vlast na sedam godina. Računalo se na skoru smrt ostarjelog Henrika koji nije imao potomstva, nakon čega bi Filip ostao jedini pretendent, što bi ujedinilo dvije monarhističke struje. Skupština je trebala ustav prilagoditi monarhističkom sustavu vladanja. Najvažnije pitanje bilo je kako urediti izvršnu vlast, koja je u militarističkim i upravnim državama najvažnija grana vlasti, ali tako da ona ne bude republikanska, iako bi formalno to bila. Nakon što je usvojena formulacija o izvršnoj vlasti, i to samo s jednim glasom više, sastavljanje ostatka ustava bilo je jednostavno. Najprije je, 24. veljače 1875. donesen Zakon o organizaciji senata, zatim, dan poslije, donesen je Zakon o organizaciji javnih vlasti, i, nakon pet mjeseci, 16. srpnja 1875., donesen je Ustavni zakon o odnosima javnih vlasti, a kasnije su donesena još dva "organska zakona": o izboru senata i o izboru poslanika. Ovi zakoni činili su francuski Ustav iz 1875.

## Politički ustroj

### Zakonodavna vlast
Ustavom iz 1875. uspostavljena je institucija Treće Republike koja je bila prva parlamentarna republika u francuskoj povijesti. Po tom ustavu, zakonodavno tijelo sastojalo se od dva doma, skupštine i senata. Skupština, od 600 članova s navršenih 25 godina, je predstavljala jedinstvo Francuske i demokraciju. Vrijedilo je opće pravo glasa, dakle glasovati su mogli svi muškarci s navršenih 21 godinu, s tim da vojnici i mornarica nisu mogli glasovati jer se smatralo da žive pod drugačijim uvjetima od ostatka stanovništva, te da su im, na osnovi toga, i političke procjene drugačije. Međutim, to je bio odgovor na brojnu vojsku i političke težnje vojnih zapovjednika. Izbori za skupštinu bili su neposredni, a vršili su se po većinskom sustavu tako da birači u svakom arondismanu biraju po jednog poslanika. Izbori su bili dva puta, prvi put je izabran onaj tko dobije natpolovičnu većinu glasova, a drugi put je bila dovoljna relativna većina.
Francuska je bila jedinstvena država, no oblasti (departmani) su imale određene posebnosti i cjeline, stoga je senat bio izraz te podjele na departmane. Senat je imao 300 članova s navršenih 40 godina. Njih 225 birano je po departmanima (departmani su davali 2-5 zastupnika senata), a 75 ih je bilo imenovovano doživotno. U početku je doživotne članove birala Narodna skupština, a kasnije sam senat popunjavajući ispražnjena mjesta izborom novih članova. Senatore birane po departmanima birale su skupštine sastavljene od poslanika u skupštini iz tog departmana, vijećnika Općeg vijeća departmana, svih vijeća arondismana i po jedan predstavnik svake općine tog departmana. U tim izbornim skupštinama, većinu su imali predstavnici općina. Kako je većina općina bila seoske i provincijske, taj dio Francuske bio je odlučujući pri izboru senata, stoga su ga radikali prozvali "dom općina". Izbori za senat su bili posredni, po sustavu izbornih lista, i uglavnom proporcionalni. Takvi su bili izbori i za gradske općine. Ovakvim sustavom pružene su veće mogućnosti velikom broju stranaka i malim strankama. Senatori su bili birani na mandat od devet godina, no svake tri godine birala se trećina senatora.
Oba ova doma činila su zakonodavnu vlast, poreznu i proračunsku (s tim posredno i vojnu), odobravali su potpisivanje međunarodnih ugovora, no njihova prava su se donekle razlikovala. Svaki član domova imao je pravo predlaganja zakona, no postupak donošenja financijskih zakona započinjao je u skupštini. Samo je skupština mogla biti raspuštena, a raspuštala ju je izvršna vlast uz suglasnost senata. Skupština je mogla optužiti nositelje izvršne vlasti senatom koji bi po tomu sudio pod imenom Visoki sud pravde.

### Izvršna vlast
Izvršna vlast je bila u obliku parlamentarne vlade. Sastojala se od dva dijela. Jedan dio je bio predsjednik Republike, stalan, pravno, ali ne i politički odgovoran. Kao takav je bio nositelj izvršne vlasti. Drugi dio izvršena vlasti bila je vlada. Ona je bila nestalna, politički odgovorna pred zakonodavnim domovima, stoga je bila politički nositelj izvršne vlasti. Predsjednik Republike birao se u oba doma na zajedničkoj sjednici. U tom izboru skupština je nadglasavala senat jer je imala dvostruko veći broj članova, 600:300. Predsjednički mandat trajao je sedam godina i bilo je moguće ponoviti izbor. Imao je široka ovlaštenja. Mogao je predlagati zakon, imao je pravo odložnoga veta na rok od mjesec dana, vodio je međunarodne pregovore i zaključivao ugvore i uopće je predstavljao državu u međunarodnim odnosima. Uz suglasnost senata, mogao je raspustiti skupštinu. Bio je vrhovni zapovjednik oružanih snagao te je imao pravo pomilovanja. Uz to je vršio sva imenovanja i opoziv službenika koji su u nadležnosti izvršne vlasti, davao je mandat za sastav vlade i predsjedao joj itd. Međutim, s obzriom na to da je bio politički neodgovoran, nijedan njegov akt nije izvršen bez ministrova supotpisa, koji je na taj način preuzimao političku odgovornost, ali i pravnu zajedno uz predsjednika. Predsjednik je mogao opozvati ministre.